# Пётр IV (патриарх Александрийский)
Патриа́рх Пе́тр IV (греч. Πατριάρχης Πέτρος Δ΄; ум. ок. 654, Константинополь) — Папа и Патриарх Александрийский и всего Египта с 642 по 654 год. Последний Патриарх Византийского Египта.
После того как патриарх-монофелит Кир умер весной 642 года, его преемником был избран Петр, также монофелит, покинул Египет вместе с византийской армией и скончался в Константинополе ок. 654 году.
После него преемство православных Александрийских Патриархов прервалось более чем на 70 лет. Монофелитская ересь не имела глубоких корней в Египте и исчезла сразу после её осуждения на VI Вселенском Соборе 681 года.